# Michas Hanko

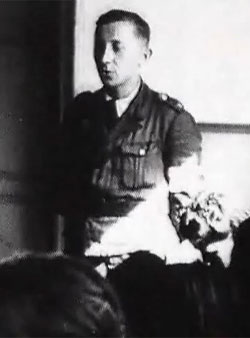
Michas Ganko

Michas Hanko (belarussisch Міхась Ганько; * 28. Februar 1918 in Kaledsino, Gouvernement Wilna; † nach 1947) war ein belarussischer politischer Aktivist, Leiter des Weißruthenischen Jugendwerks und Offizier des Luftlandebataillons Dallwitz. 

## Leben
Michas Hanko studierte Medizin an der Universität Vilnius, als der Deutsch-Sowjetische Krieg 1941 ausbrach und er in die Rote Armee eingezogen wurde. Hanko wurde von den Deutschen gefangen genommen und befreit, nachdem er von Fabijan Akintschyz, dem Leiter der Weißruthenischen Nationalsozialistischen Partei, rekrutiert wurde. Hanko wurde zu einer deutschen Propagandaschule geschickt und kehrte Anfang 1942 nach Minsk zurück, um in der Propagandaabteilung des Generalkommissariats zu arbeiten. Ab dem 22. Juni 1943 war er Leiter des Weißruthenischen Jugendwerks, einer an der Hitlerjugend orientierten Jugendorganisation sowie Chefredakteur der Zeitung „Žyve Belarus“ („Es lebe Belarus“). Hanko war Teilnehmer des II. Belarussischen Volkskongresses und unterhielt engste Beziehungen mit der deutschen Besatzungsmacht. Anfang 1945, als der Krieg eindeutig verloren war, änderte er seine Ansichten zur vollständigen Kollaboration mit dem Dritten Reich und fand, dass die Unabhängigkeit von Belarus einen unabhängigeren Ansatz benötige. Hanko diente im Luftlandebataillon Dallwitz und schrieb für dessen Zeitung „Smagar“ (Kämpfer). Im Mai 1945 befand er sich auf tschechoslowakischem Territorium, sein weiteres Schicksal nach der Auflösung des Luftlandebtaillons Dallwitz bleibt ungewiss. Einem Bericht zufolge soll er in die BSSR zurückgekehrt sein, um bis zum Jahr 1947 in einer antikommunistischen Guerilla zu kämpfen. Danach soll er in den Westen geflohen sein, wobei keine verlässlichen Belege vorliegen.